# Grandić Breg
Grandić Breg is een plaats in de gemeente Ozalj in de Kroatische provincie Karlovac. De plaats telt 47 inwoners (2001).